# Liste der Einträge im National Register of Historic Places im Menominee County (Michigan)

Lage des Menominee County in Michigan

Die Liste der Einträge im National Register of Historic Places im Menominee County in Michigan führt alle Bauwerke und historischen Stätten im Menominee County auf, die in das National Register of Historic Places aufgenommen wurden.

## Legende
| NRHP | Historic Place    |
| HD   | Historic District |

## Aktuelle Einträge
| [ 2 ] | Name                                              | Bild                                              | Eintragsdatum        | Lage | Ort                 | Beschreibung |
| ----- | ------------------------------------------------- | ------------------------------------------------- | -------------------- | --- | ------------------- | --- |
| 1     | ALVIN CLARK (Schiffswrack)                        | ALVIN CLARK (Schiffswrack)                        | 1974 ID-Nr. 74000996 | Mystery Ship Seaport, Lake Michigan 45° 6′ 15″ N, 87° 37′ 13″ W                                                              | Menominee           | 1847 gebauter Schoner; 1864 gesunken |
| 2     | Milwaukee Road Depot                              | Milwaukee Road Depot                              | 1982 ID-Nr. 82002852 | 219 West 4th Avenue 45° 6′ 0,3″ N, 87° 36′ 9″ W                                                                              | Menominee           | 1903 errichteter Bahnhof der Milwaukee Road |
| 3     | First Street Historic District                    | First Street Historic District                    | 1974 ID-Nr. 74000997 | Abgegrenzt durch 10th Avenue, 4th Avenue, 2nd Street und die Küste der Green Bay des Michigansees 45° 6′ 19″ N, 87° 36′ 9″ W | Menominee           | auch als Main Street Historic District bzw. Historic Waterfront Downtown historisches Zentrum mit mehr als 40 Geschäfts- und Privathäusern                                                    |
| 4     | Charles G. Janson Garage                          | Charles G. Janson Garage                          | 2010 ID-Nr. 10000615 | 524 10th Avenue 45° 6′ 28″ N, 87° 36′ 33″ W                                                                                  | Menominee           | 1915 errichtetes Autohaus; 1933 erweitert |
| 5     | Menominee County Courthouse                       | Menominee County Courthouse                       | 1975 ID-Nr. 75000958 | 10th Avenue zwischen 8th Street und 10th Street 45° 6′ 26″ N, 87° 36′ 47″ W                                                  | Menominee           | 1874–75 im neoklassizistischen Stil errichtetes Justiz- und Verwaltungsgebäude des Menominee County                                                                                           |
| 6     | Menominee Pierhead Light Station                  | Menominee Pierhead Light Station                  | 2005 ID-Nr. 05000738 | Seeseitiges Ende der Hafenmole 45° 5′ 50″ N, 87° 35′ 9″ W                                                                    | Menominee           | 1927 errichteter Leuchtturm an der Stelle des ersten 1877 errichteten früheren Gebäudes |
| 7     | R. J. HACKETT (Schiffswrack)                      | R. J. HACKETT (Schiffswrack)                      | 1992 ID-Nr. 92000464 | Adresse nicht veröffentlicht 45° 21′ 28″ N, 87° 10′ 55″ W                                                                    | Green Bay           | 1869 gebauter Frachtdampfer; 1905 in Brand geraten und gesunken |
| 8     | Riverside Site                                    | Riverside Site                                    | 1978 ID-Nr. 78001508 | unweit des Riverside Cemetery 45° 7′ 0″ N, 87° 40′ 0″ W                                                                      | Menominee           | auch als 20-ME-1 bekannte archäologische Stätte mit Fundstücken aus verschiedenen präkolumbischen Epochen                                                                                     |
| 9     | St. John the Baptist Catholic Church              | St. John the Baptist Catholic Church              | 1995 ID-Nr. 95000865 | 904 11th Avenue 45° 6′ 31,5″ N, 87° 36′ 48,1″ W                                                                              | Menominee           | 1921–22 im spätneugotischen Stil errichtetes Kirchengebäude; bis 1972 von der katholischen Kirche genutzt; seit 1976 in Besitz der Menominee County Historical Society und als Museum genutzt |
| 10    | J. W. Wells State Park                            | J. W. Wells State Park                            | 2002 ID-Nr. 02000040 | N7670 M-35 45° 23′ 15″ N, 87° 22′ 14″ W                                                                                      | Cedarville Township | in den 1930er und 1940er Jahren vom Civilian Conservation Corps im Zuge einer Arbeitsbeschaffungsmaßnahme errichtete Parkeinrichtungen                                                        |
| 11    | Wisconsin Land and Lumber Company Office Building | Wisconsin Land and Lumber Company Office Building | 1991 ID-Nr. 91000901 | N5551 River Street 45° 42′ 33″ N, 87° 36′ 28″ W                                                                              | Hermansville        | 1882 als Hauptquartier der Wisconsin Land & Lumber Company errichtetes Gebäude; bis 1978 dafür genutzt und seit 1982 zum IXL Historical Museum umgestaltet                                    |